# Korošče
Korošče este o localitate din comuna Cerknica, Slovenia, cu o populație de 2 locuitori.